# Charles Karle
Charles George Karle (* 15. Mai 1898 in Philadelphia, Pennsylvania; † 24. Juni 1946 in Bryn Mawr, Pennsylvania) war ein Ruderer aus den Vereinigten Staaten, der eine olympische Silbermedaille gewann.
Der für den Pennsylvania Barge Club rudernde Karle trat bei den Olympischen Spielen 1928 in Amsterdam zusammen mit William Miller, George Healis und Ernest Bayer im Vierer ohne Steuermann an. In der ersten Runde besiegten die Amerikaner das deutsche Boot, in der zweiten Runde traten die Franzosen nicht als Gegner an. Nach einem Halbfinalsieg über den italienischen Vierer unterlagen die Amerikaner im Finale gegen den britischen Vierer und erhielten die Silbermedaille.
Karle war Sohn eines deutschen Einwanderers, der in der Turnbewegung gewesen war. Karle war neben dem Rudern auch im Radsport und im Eisschnelllauf aktiv. Im Rudern gewannen Karle, Miller und Bayer mit wechselnden Partnern mehrere Rudermeisterschaften im Vierer. Karle starb, nachdem er beim Radfahren von einem Auto angefahren worden war.